# Claude Andréotto
Claude Andréotto (né le 9 février 1949 à Paris et mort le 29 octobre 2017 à Buc,) est un artiste français, notamment connu pour avoir dessiné et gravé des timbres-poste pour La Poste française et les territoires d'outre-mer français.

## Biographie
Claude Andréotto suit la formation de l'École Estienne pendant cinq ans, avec René Cottet comme professeur de gravure.
Au début des années 1970, souhaitant réaliser des timbres-poste, il postule auprès du Bureau d'études des postes et télécommunications d'outre-mer (BEPTOM) et du ministère des Postes. Il obtient ses premières commandes pour l'anniversaire de l'astronome Nicolas Copernic, timbres émis au Congo et en France en 1974.
En 1976, son timbre « Juvarouen 76 » est désigné « plus beau timbre du monde », après avoir reçu le Grand prix de l'art philatélique en France. La même année, il entame un travail régulier sur les timbres animaliers des Terres australes et antarctiques françaises (TAAF) avec le soutien de Roger Barberot, leur responsable philatélique.
Dans les années 1980, il est un des premiers créateurs français de timbres-poste à s'aider de l'informatique.

## Œuvres

### Timbres de France
- « Nicolas Copernic 1473-1543 », 14 octobre 1974. Premier timbre d'Andréotto pour la France.
- « Fondation santé des étudiants de France », 23 juin 1975.
- « Juvarouen 76 » (exposition philatélique jeunesse), 28 avril 1976. Grand prix de l'Art philatélique français et « plus beau timbre du monde ».
- « Alsace », dessin de Boris Onipenko, 28 février 1977.
- « École polytechnique de Palaiseau », dessin de René Dessirier, 6 juin 1977.
- « Électricité de France - Gaz de France 1946-1996 », 9 avril 1996.
- « Accord Ramoge 1976-1996 », gravé par Jacky Larrivière, émission conjointe avec l'Italie et Monaco, 15 mai 1996.
- « Lycée Henri-IV 1796-1996 », 14 octobre 1996.
- « 50e Festival international du film de Cannes », 2 décembre 1996.
- « Innovation participative », mise en page, 27 janvier 1997.
- « Versailles - 70e congrès de la FFAP », 20 mai 1997.
- « Bonne fête », 2 février 1998.
- « Palais impérial - Beijing - Chine » et « Palais du Louvre - Paris », émission conjointe avec la Chine, 14 septembre 1998.
- « Opéra de Paris - Palais Garnier », 21 septembre 1998.
- Personnages célèbres : « la photographie française », mise en page, 12 juillet 1999.
- « Le phare du bout du monde - 1er janvier 2000 », 3 janvier 2000.
- Le Siècle au fil du timbre, mise en page :
  - « sport », 17 avril 2000 ;
  - « société », 2 octobre 2000.
- « Abbaye d'Ottmarsheim - Haut-Rhin », 19 juin 2000.
- « 3e millénaire », 13 novembre 2000.
- « Albert Caquot 1881-1976 », 2 juillet 2001.
- « Championnats du monde athlétisme handisport », 17 juin 2002.
- « Bordeaux, Gironde », 26 avril 2004.
- « Aix-en-Provence - Bouches-du-Rhône », 4 avril 2005.
- « Dijon - Côte-d'Or », 10 avril 2006.
- « Vauban 1633-1707 », 2 avril 2007.
- « Centenaire de la loi Bonnevay - Les offices HLM», 11 novembre 2012.

### Timbres des TAAF
- « Alevinage des saumons », « Albatros fuligineux à dos clair » et « Otarie », 1977. Premiers timbres d'Andréotto pour les TAAF.
- « Cormoran des Kerguelen », « Otarie » (reprise du type de 1977), « Éléphant de mer », 1er janvier 1979.

### Sources de l'article
- Catalogue de cotations de timbres, éditions Dallay.
- Jean-François Decaux, « Conversation avec... Claude Andréotto », entretien paru dans Timbres magazine n° 87, février 2008, pages 24-26.